# Takuya Yamashiro
Takuya Yamashiro (山城拓也, Yamashiro Takuya), también conocido como Spider-Man (en japonés: スパイダーマン, Hepburn: Supaidāman) y coloquialmente como el "Spider-Man japonés", es un superhéroe ficticio interpretado por Shinji Todō, basado en el personaje de Marvel Comics del mismo nombre. Él es el protagonista de la serie de televisión Spider-Man de 1978 de Toei, y posteriormente reapareció como un personaje secundario en las historias de cómic Spider-Verse de 2014-2015 y Spider-Geddon de 2018.
El éxito de Yamashiro y su robot mecha gigante Leopardon hizo que Toei adaptara el concepto a su franquicia Super Sentai en Battle Fever J, convirtiéndose finalmente en la serie de televisión y franquicia Mighty Morphin Power Rangers, convirtiendo al personaje en el antepasado narrativo de los Power Rangers.

## Desarrollo
La encarnación de Takuya Yamashiro de Spider-Man es drásticamente diferente de la versión tradicional de Marvel Comics, pese a que ambos comparten el mismo nombre, disfraz y superpoderes principales.
La serie influyó mucho en las serie tokusatsu y las series de anime posteriores, ya que la serie de Yamashiro introdujo el concepto de un superhéroe que convoca a un robot gigante para luchar contra un enemigo agrandado. Si bien las series sobre héroes con un robot gigante han existido antes de Yamashiro, aún no se habían combinado con un superhéroe que también luche contra los enemigos.

## Biografía ficticia
Takuya Yamashiro era piloto de motocross, hijo del astrofísico Dr. Hiroshi Yamashiro, y el hombre que se convertiría en el Spider-Man de su realidad. Mientras practicaba en su moto, Takuya comenzó a recibir mensajes telepáticos de un extraterrestre llamado Garia, que había sido encarcelado en una cueva por un señor de la guerra vampírico llamado Profesor Monstruo. Takuya Yamashiro era piloto de motocross, hijo del astrofísico Dr. Hiroshi Yamashiro, y el hombre que se convertiría en el Spider-Man de su realidad. Mientras practicaba en su moto, Takuya comenzó a recibir mensajes telepáticos de un extraterrestre llamado Garia, que había sido encarcelado en una cueva por un señor de la guerra vampírico llamado Profesor Monstruo. De vuelta en su casa, Garia le contó a Takuya sobre su nuevo disfraz y habilidades y las probó, antes de descubrir que el Ejército de la Cruz de Hierro había secuestrado al profesor Fujita. Spider-Man se dispuso a enfrentarse al grupo y liberó al Profesor. Luego fue atacado por Boukunryu y se encontró incapaz de derrotar al monstruo, hasta que convocó a Leopardon y desató su Sword Vigor y destruyó a Boukunryu.
Después de derrotar a Boukunryu, Yamashiro continuó operando como un superhéroe después de encabezar un mensaje del diario de su padre que decía "siempre asume la responsabilidad de tus acciones". Después de unirse a la Interpol, finalmente se enfrentó y aparentemente mató al profesor Monster, finalmente vengando la muerte de su padre. También le dio superpoderes a un joven huérfano llamado Ichiro Murakami después de una transfusión de sangre.

## Apariciones en cómics

### Spider-Verse y Spider-Geddon
Durante la historia de Spider-Verse, Takuya fue traído de la Tierra-51778 a la guerra contra los Herederos por Spider-Man y Spider-Girl de Tierra-616, así como por la Spider-Woman de Tierra-65. Tan pronto como el grupo llegó a su antigua zona segura, Tierra-13, Takuya, que ya estaba pilotando el Leopardon, se enfrentó a Solus, pero el villano hizo un trabajo rápido con el robot gigante. Afortunadamente, Takuya logró escapar con vida del enfrentamiento y unirse al resto de las arañas. Takuya se quedó con el grupo de arañas y durante la batalla final en Loomworld, se reunió con Leopardon. Spider-Man 2099 y Lady Spider lograron arreglar el robot con "algo de tecnología futura y algo de vapor". Tras la derrota de los Herederos Takuya regresó sano y salvo a su hogar.
Takuya permaneció en Planeta Araña, donde había vivido en una casa tradicional japonesa, y permitió que Spider-Zero se quedara con él hasta que llegara Miles. Poco después, Spider-Zero y Miles comenzaron su viaje para reparar el multiverso.
Posteriormente, los Machine Bem Monsters que se crearon para detener a Takuya atacaron al nuevo equipo de Spider-Men, y Takuya entró a través de un portal desde Planet Spider junto con Leopardon. Participó en la batalla final y luego Spiderling lo envió de regreso a su universo natal.
Posteriormente, los Machine Bem Monsters que se crearon para detener a Takuya atacaron al nuevo equipo de Spider-Men, y Takuya entró a través de un portal desde Planet Spider junto con Leopardon. Participó en la batalla final y luego Spiderling lo envió de regreso a su universo natal.
Durante los eventos de Spider-Geddon, Superior Spider-Man (la mente del Doctor Octopus en un cuerpo clon de Peter Parker) y Spider-Man de Tierra-1048 advierten a Takuya de que los Herederos han escapado. Habla con los Spider-Men alternativos sobre cómo derrotar a los herederos.
Permite que Superior Spider-Man analice el Multiverso para encontrar nuevos reclutas que ayuden a luchar contra los Herederos como un Spider-Cop y un Tyrannosaurus. Durante el ataque del Spider-Army a los Herederos que están utilizando las Nuevas Tecnologías U abandonadas como base, Takuya comienza a hacer que Leopardon se transforme hasta que es atacado por Daemos. Cuando Miles Morales se convirtió en el último Capitán Universo, usó la espada de Leopardon para atacar a Solus, Brix, Bora y Daemos.

## En otros medios

### Cine
- Takuya Yamashiro y Leopardon no aparecieron en la película Spider-Man: Across the Spider-Verse.[5]

### Merchandising
- Una figura de Takuya Yamashiro Funko Pop Vinyl se lanzó como exclusiva de Previews en 2021,[6] con una segunda figura de Funko Pop Vinyl incluida con una bebida gaseosa disponible en 2022.[7]

### Miscelánea
- Aparte del vestuario y los poderes del personaje principal, esta serie de televisión no está relacionada con la adaptación manga anterior de Spider-Man de Ryoichi Ikegami o los cómics originales de Spider-Man. Sin embargo, diferentes revistas, como TV Land, Tanoshī Yōchien, TV Magazine y Bōken'ō publicaron varias adaptaciones de manga de la versión de Toei.[8]
- Una versión del robot gigante de Spider-Man, Leopardon, aparece en la novela Ready Player One de Ernest Cline.